# Stefan Niederseer
Stefan Niederseer (* 29. September 1962 in Saalbach-Hinterglemm) ist ein ehemaliger österreichischer Skirennläufer. Der Abfahrtsspezialist wurde 1985 Österreichischer Meister und erzielte einen Podestplatz im Weltcup sowie zwei Siege im Europacup.

## Biografie
Niederseer kam bereits im Alter von drei Jahren zum Skiclub seines Heimatortes. Über den Salzburger Landeskader schaffte er die Aufnahme in den Nachwuchskader des Österreichischen Skiverbandes und Ende der 1970er-Jahre stieg er ins Nationalteam auf. Sein Debüt im Weltcup hatte er am 21. Dezember 1980 in der Abfahrt von St. Moritz. Zunächst startete er aber meist noch im Europacup, in dem er in der Saison 1981/82 zwei Siege feierte und einmal Dritter wurde und damit hinter dem Schweizer Karl Alpiger den zweiten Platz in der Abfahrtswertung sowie Rang zehn in der Gesamtwertung erreichte.
Seine ersten Weltcuppunkte holte Niederseer im Dezember 1982 in den beiden Abfahrten auf der Saslong in Gröden, wo er den 13. und 14. Platz belegte. Im nächsten Winter kam er bereits dreimal unter die besten zehn. Beim Saisonauftakt in Schladming wurde er Siebenter ebenso wie in der Abfahrt von Garmisch-Partenkirchen Ende Jänner. In Garmisch belegte er auch den sechsten Platz in der Kombination. In der Saison 1984/85 kam Niederseer ebenfalls dreimal in die Top Ten. Der dritte Platz in der Abfahrt von Bad Kleinkirchheim am 14. Februar 1985 war sein bestes Ergebnis überhaupt. Im Abfahrtsweltcup kam er damit auf Rang 15 und in Radstadt wurde er Österreichischer Abfahrtsmeister.
Mehrere Top-Ten-Resultate gelangen dem Salzburger auch in der Saison 1985/86. Die besten Ergebnisse waren Platz fünf in der Abfahrt von Val-d’Isère und Rang sechs in der Kombination von Åre. Zudem kam er erstmals im Super-G in die Punkteränge. Auch im nächsten Winter erzielte er ähnliche Resultate. Mit Rang vier in der Abfahrt von Val-d’Isère gelang ihm sein zweitbestes Weltcupergebnis. Nach einer Verletzung (Sprunggelenksbruch am 16. Dezember 1987 bei Trainings auf der Planai-Abfahrt in Schladming; Quelle: "Kärntner Tageszeitung" vom 17. Dezember 1987, Seite 42, rechts unten - Kasten: Nun fällt auch Niederseer aus) fand Niederseer in der Saison 1987/88 nicht mehr zu seiner früheren Form zurück und kam in keinem Rennen unter die besten 15. Auch der nächste Winter begann ohne zählbare Resultate. Am 6. Jänner 1989 zog er sich bei einem Sturz in der Abfahrt von Laax schwere Verletzungen zu, die das Ende seiner Karriere bedeuteten.

## Sportliche Erfolge

### Weltcup
- Ein Podestplatz, weitere 14 Platzierungen unter den besten zehn

### Europacup
- Saison 1981/82: 10. Gesamtwertung, 2. Abfahrt
- Zwei Siege (beide Abfahrten in Meribel 1982) und weitere zwei Podestplätze

### Österreichische Meisterschaften
- Österreichischer Meister in der Abfahrt 1985